# Psychologie comparée

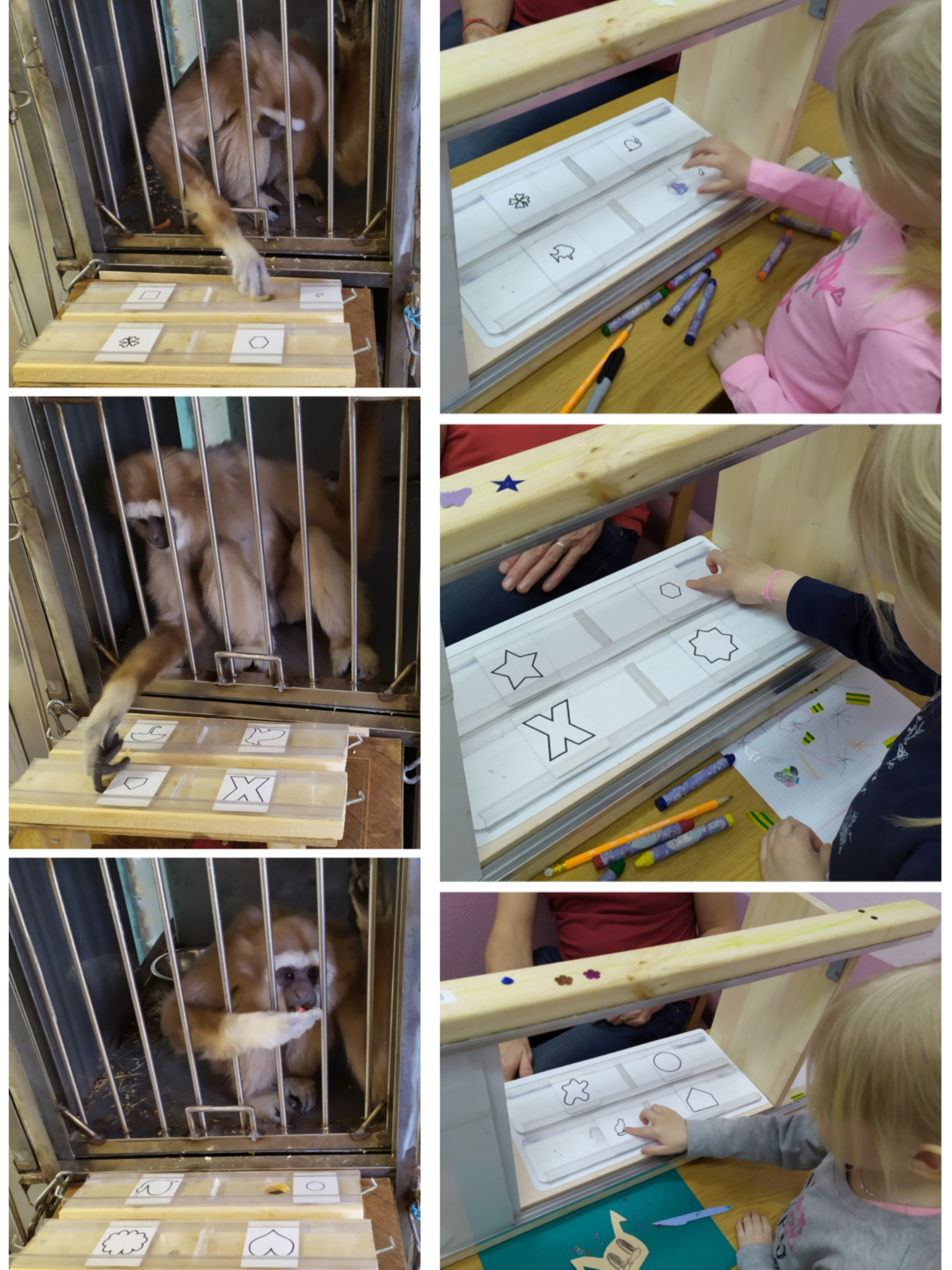
Tests réalisés sur un singe et un enfant

La psychologie comparée est la branche de la psychologie scientifique qui s'intéresse aux différences qui existent entre les espèces animales en ce qui concerne leurs processus mentaux et leurs capacités cognitives au sens large. Une grande partie des travaux de psychologie comparée s'intéresse plus spécifiquement aux différences entre l'espèce humaine et les autres animaux et tout particulièrement les autres primates dont les grands singes ; ceci afin de mieux comprendre le fonctionnement de l'esprit humain dans une perspective phylogénétique et évolutionnaire. Au-delà de la seule description des différences inter-espèces, la psychologie comparée vise aussi à élucider des grands principes de fonctionnements communs entre les différents taxons et leurs manifestations en fonction des particularités génétiques ou développementales de chaque espèce. En ce sens la psychologie comparée se place dans la perspective des « quatre questions » de Nikolaas Tinbergen visant à élucider d'une part les causes proximales (chez un individu donné dans une situation donnée) et d'autre part les causes ultimes du comportement, qui reflètent les pressions évolutives qu'elle a subi au cours de sa phylogenèse.   

## Histoire de la psychologie comparée
Alors que la tradition antique concluait à une différence de nature fondamentale entre l'homme et « la bête », la question même d'une comparaison possible entre la psychologie humaine et animale (ou même entre espèces animales) a quasiment disparu du champ de l'investigation scientifique dans l'Occident chrétien jusqu'aux travaux de Charles Darwin, dont son traité sur L'Expression des émotions chez l'homme et les animaux (1872). À noter toutefois que dans le monde arabo-musulman, la comparaison du comportement animal à celui de l'humain restait vivement posée, à travers par exemple les écrits d'Al-Jahiz (IXe siècle) ou d'Alhazen lequel publie au XIe siècle, un Traité sur l'influence des mélodies sur les âmes des animaux.
Néanmoins c'est véritablement la théorie évolutionniste de Darwin, fondée sur son analyse systématique des différences anatomiques mais aussi donc comportementales et physiologiques, qui révolutionnera la psychologie comparée en proposant une continuité entre les processus observés chez l'animal et chez l'humain. 